# 荻村
荻村（おぎむら）は、大分県直入郡にあった村。現在の竹田市の一部にあたる。

## 地理
阿蘇外輪山の浪野高原に続く荻台地に位置していた。
- 河川：山崎川、滝水川[2]

## 歴史
- 1889年（明治22年）4月1日、町村制の施行により、直入郡藤渡村、新藤村、馬場村、桑木村、木下村、政所村、恵良原村、馬脊野村、南河内村が合併して村制施行し、荻村が発足[1][2]。旧村名を継承した藤渡、新藤、馬場、桑木、木下、政所、恵良原、馬脊野、南河内の9大字を編成[2]。
- 1924年（大正13年）柏原荻耕地整理組合井路が通水し、その後、台地上の水田化を実現したが、宮砥村と水利権の紛争が続いた[2]。
- 1926年（大正15年）大谷溜池築造[2]
- 1955年（昭和30年）4月1日、直入郡柏原村と合併し、荻町を新設して廃止された[1][2]。

## 産業
- 農業[2]

## 交通

### 鉄道
- 1928年（昭和3年）国有鉄道豊肥線（現豊肥本線）開通し豊後荻駅開設[2]。